# Brasilianische Verfassung von 1988

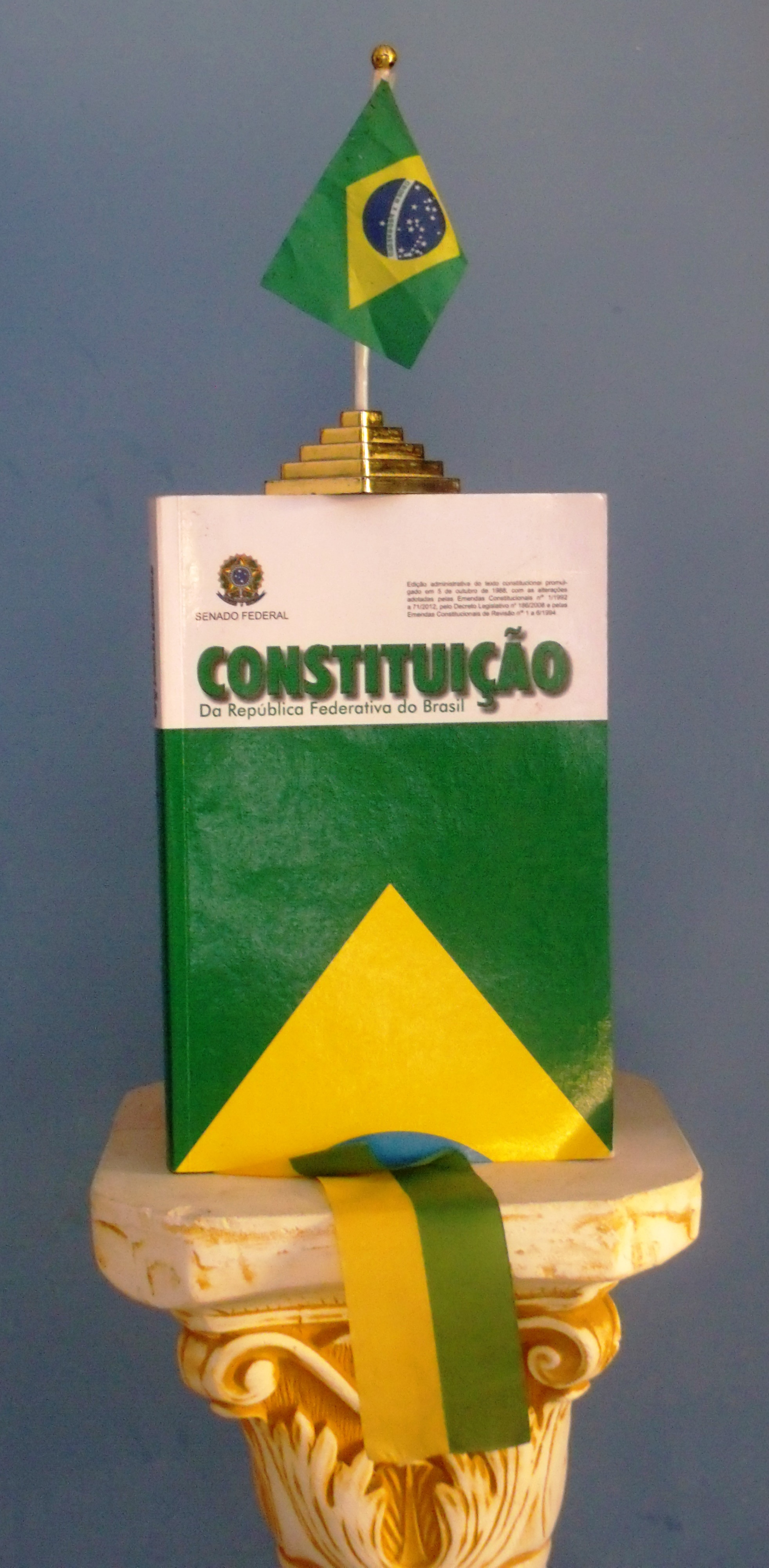
Text der Verfassung der Föderativen Republik Brasilien 1988.

Die Verfassung der Föderativen Republik Brasilien (portugiesisch Constituição da República Federativa do Brasil) wurde am 5. Oktober 1988 verkündet und seither mehrfach ergänzt. Es handelt sich um die siebte Konstitution in der Geschichte Brasiliens.

## Vorgeschichte
Als Ergebnis der Kämpfe um die Redemokratisierung des Landes und als Gründungsakte der Neuen Republik delegitimiert die „Nova Carta“ die Diktatur der brasilianischen Militärregime seit 1964 und organisiert bis ins Detail den zivilen, freiheitlich demokratischen Rechtsstaat und sozialen Entwicklungsstaat auf parlamentarischer Grundlage. Man nannte sie die Verfassung der Bürger; politische Parteien, Gewerkschaften und soziale Bewegungen hatten die Menschen dafür mobilisiert. Die neue Verfassung installierte erneut eine demokratische, republikanische Ordnung im Land.

## Bedeutung

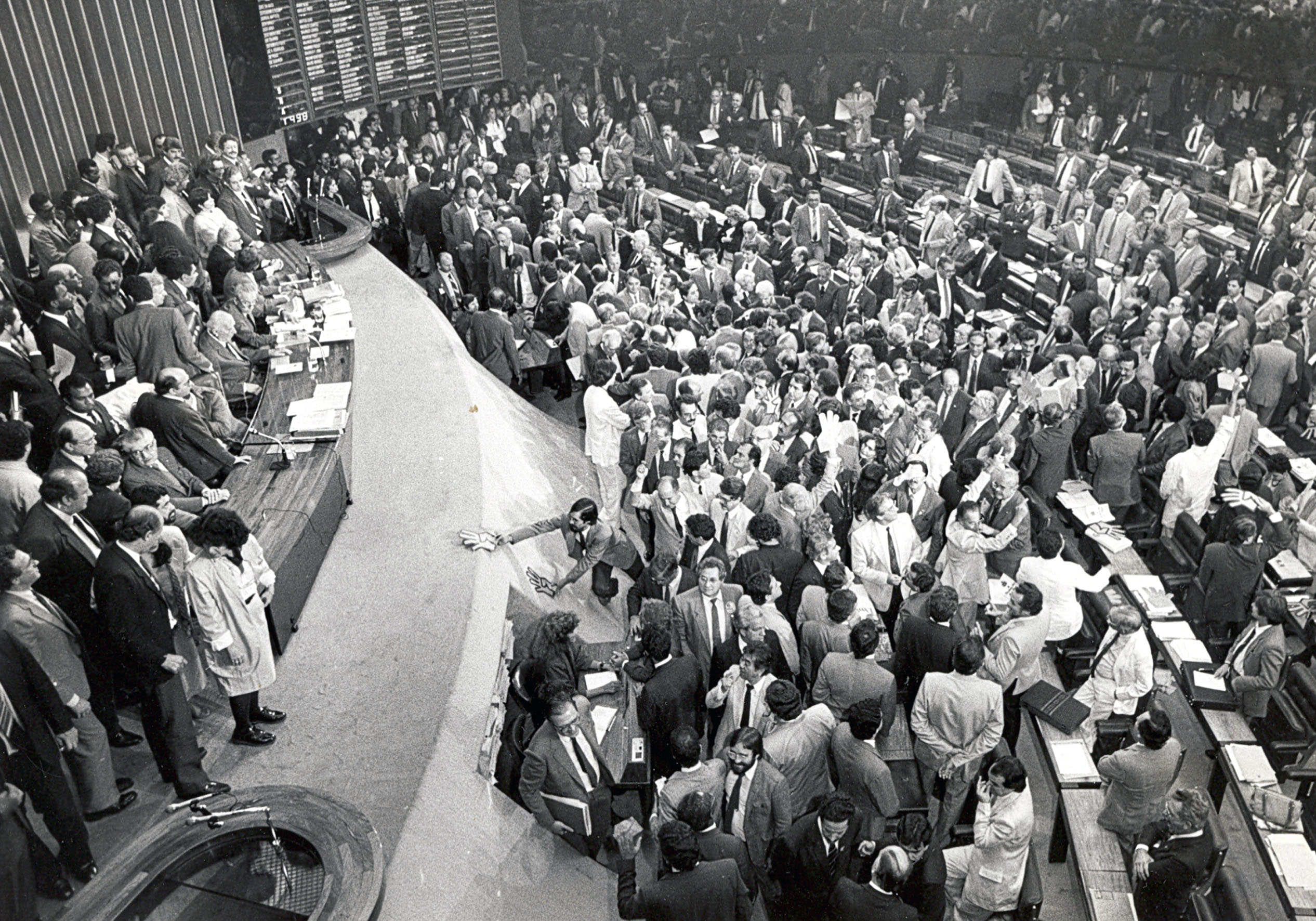
Verfassungsgebende Versammlung 1988 in Brasília.

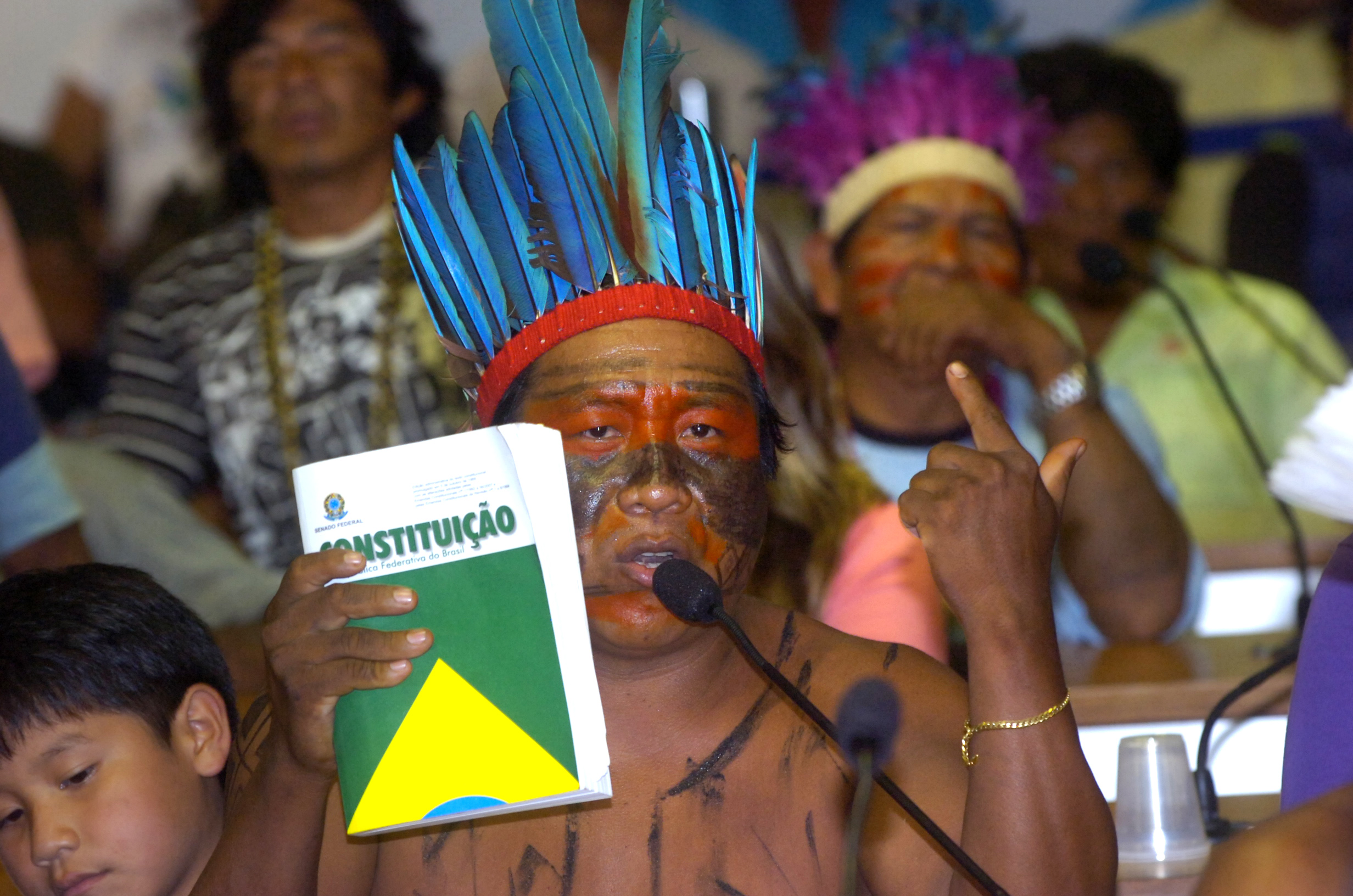
Mit der gedruckten Verfassung in der Hand bittet ein Indigener, während einer öffentlichen Anhörung in der Kommission für Menschenrechte und partizipative Gesetzgebung (HRC), um das Wort. Das Thema waren Probleme, die sich aus der Ausgabe des Dekrets 7056/09, einer Neufassung der Nationalen Stiftung der Indigenen (FUNAI) ergaben, Brasília, Mai 2010.

Nach intensiver Diskussion in der verfassungsgebenden Versammlung, die von 1986 bis 1988 tagte, wurde die neue Verfassung am 5. Oktober 1988 verkündet. Sie enthält in ihrem permanenten Teil 250 und in den einstweiligen Verfügungen 94 Artikel. Der äußerst detaillierte Text führte nach und nach zu einer Reihe von Verfassungsnovellen. Während des 1993/94 durchgeführten Sonderrevisionsverfahrens wurden sechs Änderungen vorgenommen. Bis zum laufenden Jahr ist die Verfassung insgesamt 56 Mal geändert worden und hat der  Judikative eine bis dahin von keiner anderen Verfassung gekannte Rolle übertragen. Verfassungsgeschichtlich einmalig ist in Brasilien, aber auch im internationalen Vergleich, die institutionelle Autonomie. Der Verfassungsgeber gewährleistet weitgehend die verwaltungsmäßige und finanzielle Selbständigkeit der Judikative, ebenfalls die Autonomie der Richter.
Die Verfassung von 1988 markiert den Bruch mit der Vergangenheit. Sie steht zu den Prinzipien des sozialen Wohlfahrtsstaates und macht auch Bildung und Gesundheit zu allgemein gültigen Werten. Sie führte Rechte für indigene Völker und andere Minderheiten ein, dadurch wird das Land offiziell als multi-ethnisch und multi-kulturell anerkannt (in Brasilien leben schätzungsweise 291 indigene Ethnien, im Land werden 180 indigene Sprachen gesprochen). Die auf die Annahme der neuen Verfassung folgende öffentliche Politik führte zu wachsenden Geburtenraten unter indigenen Ethnien. Die zweisprachige Schulausbildung für indigene Gruppen wurde eingeführt. Die Verfassung garantiert zum ersten Mal eigene Rechte für Kinder und Jugendliche, die nicht nur an die Rechte der Familie geknüpft sind. Sie sind im Artikel 227 festgeschrieben, sie wurde einstimmig von der Nationalversammlung gebilligt und von einer gewaltigen allgemeinen Mobilisation durch eineinhalb Millionen Unterschriften unterstützt.

## Präambel
„Wir, die Vertreter des brasilianischen Volkes, vereinigt in der Verfassungsgebenden Versammlung, um einen demokratischen Staat zu errichten, mit dem Ziel, die Ausübung der sozialen und individuellen Grundrechte, Freiheit, Sicherheit, Wohlstand, Entwicklung, Gleichheit und Gerechtigkeit zu gewährleisten, als höchste Werte einer brüderlichen, pluralistischen und vorurteilsfreien Gesellschaft, die auf sozialer Harmonie und auf der Verpflichtung zur friedlichen Lösung von Streitfragen in den inneren und internationalen Verhältnissen aufbaut, verkünden unter dem Schutz Gottes die folgende Verfassung der Föderativen Republik Brasilien.“

## Grundprinzipien (Auszug)

### Artikel 1: Gründung und Grundlagen der Föderativen Republik
Die Föderative Republik Brasilien in Gestalt des unauflöslichen Bundes der Staaten und Gemeinden und des Bundesdistrikts konstituiert sich als Demokratischer Rechtsstaat und zählt zu ihren Grundlagen:
- I. die Souveränität;
- II. die Staatsbürgerschaft;
- III. die Würde der menschlichen Person;
- IV. die sozialen Werte Arbeit und freie Initiative;
- V. den politischen Pluralismus.

„Alle Gewalt geht vom Volke aus. Sie wird vom Volke durch gewählte Vertreter oder direkt nach Maßgabe dieser Verfassung ausgeübt.“

### Stadtpolitik
In den Artikeln 182 und 183 wird die Stadtpolitik festgehalten. Aus diesen leitet sich der Stadtstatut ab.

## Frühere Verfassungen
- Brasilianische Verfassung von 1824[6]
- Brasilianische Verfassung von 1891
- Brasilianische Verfassung von 1934
- Brasilianische Verfassung von 1937
- Brasilianische Verfassung von 1946
- Brasilianische Verfassung von 1967
- Brasilianische Verfassung von 1969